# Оснивачи (Звездане стазе)
Оснивачи су измишљена ванземаљска раса у универзуму Звезданих стаза. Први пут су се појавили у серијалу Дубоки свемир 9. 
Њихово природно стање је вискозна течна протоплазма.
Сматрају се најповлашћенијом расом Доминиона. 